# Emajõgi
Emajõgi (estonsko »mati rek«; nemško Embach, rusko Эмайыги) je reka v Estoniji, ki teče od jezera Võrtsjärv skozi okrožje Tartu do Čudskega jezera in v dolžini 10 km prečka mesto Tartu. Dolga je 100 km.
Emajõgi se včasih imenuje Suur Emajõgi (Veliki Emajõgi), za razlikovanje od Väike Emajõgi (Malega Emajõgija), druge reke, ki teče v južni konec jezera Võrtsjärv.
Emajõgi je po pretoku druga največja reka v Estoniji in edina popolnoma plovna reka.

## Zgodovina
Emajõgi se že stoletja pogosto uporablja kot plovna pot in trgovska pot. V preteklosti je bila ovira tudi za kopenski promet med Severno in Južno Estonijo, ker reka teče po nizki in močvirnati dolini. Od redkih primernih krajev za prečkanje reke ima Tartu najugodnejše pogoje. Zaradi lege na križišču kopenskih in vodnih poti je Tartu postal pomembno trgovsko središče v starodavni Estoniji.
V 19. stoletju so Emajõgi uporabljali za prevoz različnih tovorov v Tartu – drv, lesa, sena, rib itd. Glavni tip plovila, ki se je uporabljalo, je bil lodi, majhna rečna barka ali jadrnica, prilagojena za plovbo po Čudskem jezeru in Emajõgiju. Takrat je bilo v pristanišču Tartu zasidranih do 200 bark. Prvi parnik se je pojavil na Emajõgiju leta 1843; do leta 1900 jih je bilo šest. Zadnje rečne barke so izginile sredi 20. stoletja. V sovjetski dobi so na reko pripeljali več novih ladij, ki so med drugim nadaljevale plovbo do Pskova, Piirissaara. Hitri hidrogliserji, ki so bili prvič predstavljeni v 1960-ih, so dnevno obratovali na progi Tartu–Pskov. Promet na progi se je končal leta 1992. Čeprav so jo že od leta 1997 poskušali ponovno zagnati, ostaja zaprta.

## Potek
Izvir Emajõgi je na severovzhodni obali jezera Võrtsjärv pri Rannu-Jõesuu, od koder reka sledi približno vzhodno smer proti Čudskemu jezeru (Peipsi järv).
Potek Emajõgi je razdeljen na 3 ločene odseke. V zgornjem toku, od Võrtsjärva do mostu Kärevere, teče reka skozi velika, ravna in močvirnata območja, ki so del naravnega rezervata Alam-Pedja. Na tem močno vijugastem odseku Emajõgi nima jasno opredeljene poplavne ravnice – poplavljeno območje se včasih razteza na več kilometrov in nima natančnih meja. V srednjem toku od Kärevereja do Kavastuja skozi Tartu Emajõgi sledi bolj naravnost in teče v jasno opredeljeni plitvi dolini, ki je večinoma globoka največ 10 m. Širina doline v srednjem toku je 1–1,5 km; v Tartuju se zoži na 800 m. Najožji odsek doline (400–600 m) leži na koncu srednjega toka blizu Kavastuja. V spodnjem toku reka teče skozi močvirnato nižino – Emajõe Suursoo – preden se izlije v Čudsko jezero pri kraju Praaga.
Dolžina reke je 100 kilometrov. Leta 1927 je bila izmerjena njena dolžina 117 kilometrov. To se je morda nekoliko spremenilo v 1930-ih, ko so vijugasti zgornji tok reke poravnali, da bi olajšali plovbo.

## Prečkanja
Emajõgi prečka 10 mostov, večina jih je v Tartuju. Mostovi so v nadaljnjem vrstnem redu:
- most Rannu-Jõesuu pri izviru Emajõgi na avtocesti Tartu–Viljandi
  - Stari most, trenutno rezerviran za pešce in lokalni promet, ter nov avtocestni most, dokončan leta 2009.
- most Kärevere na avtocesti Tartu–Talin
  - Zaprt stari most in nov avtocestni most, dokončan leta 1999.
- železniški most Jänese na železniški progi Talin–Tapa–Tartu 7 km severozahodno od Tartuja v Vorbuseju
- most Kroonuaia v Tartuju
- most Vabadussild v Tartuju
- most za pešce Kaarsild v Tartuju
- most Võidu v Tartuju
- most za pešce Turusild v Tartuju
- most Sõpruse v Tartuju
- most Ihaste na obvoznici Tartu, odprt leta 2015
- most Luunja na avtocesti Tartu–Räpina v Luunji

Poleg mostov edini delujoči kabelski trajekt v Estoniji prečka reko pri Kavastuju, približno 10 kilometrov nižje od mostu Luunja.